# Georgetowns stadshus
Georgetowns stadshus är en nygotisk 1800-talsbyggnad i hörnet mellan Regent Street och Avenue of the Republic i Georgetown, Guyana. Byggnaden ritades av arkitekten Ignatius Scholes 1887 och stod klar i juni 1889. Byggnaden hyser borgmästarens kontor, stadsfullmäktige och stadsplanskontoret.
Georgetowns stadshus beskrivs ofta som "den mest pittoreska strukturen" och "den vackraste byggnaden i Georgetown" men också "ett av de mest utsökta exemplen på gotisk arkitektur i Karibien".  15 november 1995 satte Guyanas regering upp stadshuset på landets tentativa världsarvs.

## Historia

### Byggandet
Planerandet för byggandet av ett stadshus i Georgetown inleddes 1854. Till en början föreslog fullmäkltige att byggnaden skulle placeras antingen framför Stabroek Market eller i hörnet mellan Church Street och Main Street (där idag Guyanas nationalbibliotek ligger).
Den 22 november 1886 godkände stadsfullmäktige förslaget att bygga ett stadshus och en kommitté bildades - ledd av borgmästaren - för att övervaka byggnadens design. Kort därefter köpte borgmästare George Anderson Forshaw marken där byggnaden idag står.  Kommittén höll ett möte den 17 mars 1887 på vilket den lokala arkitekten Cesar Castellani deltog (arkitekt till många ståtliga byggnader i Georgetown). De valde en design kallad "Damus Pitimusque Vicissim" (en latinsk fras som betyder "vi ger och vi ber i sin tur") av Reverend Ignatius Scoles - en arkitekt som ritat ett antal kyrkor i Europa. Scoles tilldelades ett pris på 50 dollar, vilket han avböjde. Byggnadskontraktet gavs till Sprostons and Sons tillhörande La Penitence Woodworking Company.
Kl 14 den 23 december 1887, lade guvernör Henry Turner Irving första grundstenen till stadshuset. Grundstenen lades i nordöstra hörnet av huvudbyggnaden, tillsammans med en glasburk med originaldokument kopplade till byggnaden, kopior av British Guianas då ledande dagstidningar - The Royal Gazette, The Argosy och The Daily Chronicle, ett porträtt av Drottning Victoria och ett antal mynt. Militia Band underhöll med musik vid grundläggningsceremonin.
Stadshuset stod klart i juni 1889.  Totalkostnaden, inklusive köpet av marken landade på 54 826,62 dollar.
Stadshuset invigdes kl. 15 den 1 juli 1889 av viceguvernör Gormanston. Brittish Guianas ärkebiskop William Piercy Austin, välsignade sedan byggnaden. Borgmästare läste sedan upp ett tal till Guvernören, och Guvernören gratulerade fullmäktige för deras arbete och förklarade byggnaden för invigd. Inbjudningskommittén skickade ut 400 inbjudningar till invigningscerremonin, en stor del av dessa var närvarande vid evenemanget. På kvällen samma dag öppnade huset för allmänheten. 6000 biljetter såldes, men man tror att cirka 8 000 passerade genom byggnaden under kvällen. Det offentliga arrangemanget pågick till 21.30 och inkluderade musikunderhållning av Militia Band och Portuguese Band.
1891 flyttade Georgetowns brandkår in på bottenvåningen. Kort därefter köpte stadsfullmäktige landet mellan stadshuset och Guyanas högsta domstol. 1896 byggdes här en brandstation med stall för hästar och ett residens för fanjunkaren i ledning för brandkåren till en kostnad av 6 500 dollar. Byggnaderna, som sedan dess förändrats och utvidgats inrymmer idag kontor för stadsplanerarna och kommunledningen.

### Modern tid
1995 satte Guyanas regering upp stadshuset som ett av tretton nationalmonument i Georgetown på landets tentativa världsarvslista. De övriga tolv byggnader som sattes upp var State House, Walter Roth Museum of Anthropology, St. George's Cathedral, St. Andrew's Kirk och Stabroek Market. Stadshuset sattes också upp separat på den tentativa listan.
Under årens lopp har stadshuset gradvis förfallit och ett antal vädjanden har gjorts för att renovera det. I juni 2011 meddelade Georgetowns borgmästare, Hamilton Green att 20 miljoner dollar skulle avsättas till renoveringen. 5 miljoner lades på att bygga och installera nya fönster. 2012, rapporterades dock renoveringsarbetet ha stannat upp.

## Arkitekturstil
Georgetowns stadshus är ett exempel på Nygotiken. Stadshuset är byggt i timmer, har tre plan och en rektangulär form. Tornet - en av byggnadens främsta kännetecken - är krönt med en pyramidformad kvadrat med en avfasad topp med en spira. Denna har smyckats med en krenelering i järnsmide runt själva spirans apex.  Spiran omges av koniska pelare. Byggnaden har ett hammarbalkstak (vanligt i medeltidens gotiska arkitektur i England) och en genomarbetad trappa i mahogny mellan första och andra våningsplanet.  Byggnaden är 27,1 meter lång, 17,4 meter bred och 29,3 meter hög.

## Användningsområden
Förutom att byggnaden inrymmer kommunledningskontoret, fullmäktige och stadsplaneringskontoret, har stadshuset också en konsertsal som är en av de främsta platserna för konserter och liknande. Musiker som uppträtt i konserhuset är exempelvis British Guiana Philharmonic Orchestra; Ray Luch, konsertpianist från Guyana och Police Male Voice Choir som höll sin allra första konsert här.